# Fatih Üçüncü
Pour les articles homonymes, voir Üçüncü.
Fatih Üçüncü (né le 14 mars 1989) est un lutteur turc.

## Palmarès

### Championnats d'Europe
- Médaille de bronze en catégorie des moins de 55 kg en 2013 à Tbilissi (Géorgie)
- Médaille de bronze en catégorie des moins de 55 kg en 2013 à Belgrade